# 内海春菜子
内海 春菜子（うつみ はなこ、2000年3月16日 - ）は、日本の女子ラグビーユニオン選手。

## プロフィール
- 神奈川県出身[1]。
- 身長 160cm、体重 60kg
- 愛称ははなこ。
- 7人制女子日本代表に選ばれたことがある[2]。

## 略歴
6歳からラグビーを始めた。
2018年、国学院栃木高校卒業後、流通経済大学に入る。
2022年、流通経済大学卒業後、YOKOHAMA TKMに入る。
2024年、パリ2024五輪の7人制女子日本代表内定選手に選ばれた。